# 全日空整備
全日空整備株式会社（ぜんにっくうせいび、ANA AIRCRAFT MAINTENANCE CO.,LTD.）は、かつて存在した全日本空輸（ANA）の航空機整備部門に属するグループ会社。
1970年4月10日に会社設立。主な業務は全日空が所有する機体の定時整備、ペイント、修理、改修作業、整備時に使用する器具の整備事業、また乗員訓練用のフライトシミュレータの整備を行う。
2012年10月1日にANAテクノアビエーション株式会社・ANAエアフレームテクニクス株式会社と合併し、ANAベースメンテナンステクニクス株式会社となったが、新設合併のため、全日空整備の法人格は消滅した。
なお、新設会社（ANAベースメンテナンステクニクス株式会社）においては、2015年までに羽田地区への業務集約が行われており、現在は大阪には事業所は存在していない（その敷地は現在、全日空の関連会社が使用している）。

## 会社概要
所在地
- 本社（企画管理/品質保証部門、機体整備部門）
〒560-8548　大阪府豊中市箕輪3丁目8番1号（大阪国際空港敷地内）

## 沿革
- 1970年4月10日 - 会社設立
- 1971年6月 - 航空機修理事業認可取得
- 1977年3月 - シミュレーター事業所を大阪に開設、同時にYS-11型フライトシミュレーター保守整備を開始
- 1977年4月 - 整備機数1,000機達成
- 1982年3月 - 整備機数2,000機達成
- 1986年10月 - 関連会社に株式会社愛航を設立
- 1987年10月 - 整備機数3,000機達成
- 1991年5月 - 東京ヘリポート内に小型機事業部東京事業所を開設
- 1991年5月 - 国際協力事業団の国際緊急援助隊に参加
- 1992年12月 - 小型機整備機数1,000機達成
- 1995年1月 - 阪神・淡路大震災における各消防防災ヘリコプターの運航支援実施
- 1995年6月 - 全日空マリンジャンボジュニア（ボーイング767-300型機）ペイント実施
- 1997年6月 - YS-11A型機の埼玉県所沢市航空記念公園への展示作業受託
- 1999年2月 - 世界初のボーイング767型機STRUT MODを実施
- 2000年10月 - 整備機数4,000機達成
- 2000年11月 - ライン定例整備受託開始
- 2002年4月 - 株式会社愛航がエーエヌエーテクノアビエーション株式会社に社名変更。
- 2002年6月 - 全日空ロゴマークペイント第一号機（ボーイング777型機）へのペイント実施
- 2004年6月 - ヘリコプター部が全日空第2格納庫内に移転
- 2009年7月 - ヘリコプター部門を分社化、ユーロコプタージャパンT&Eとして業務開始
- 2012年10月 - 全日空整備株式会社・ANAテクノアビエーション株式会社・ANAエアフレームテクニクス株式会社は新設合併し、ANAベースメンテナンステクニクス株式会社が発足。

## 関連会社
- エーエヌエーテクノアビエーション
- ユーロコプタージャパンT&E（現・エアバス・ヘリコプターズ・ジャパン）